# Forsowanie żaglami
Forsowanie żaglami – sytuacja, w której żaglowiec niesie więcej żagli (lub ma je niezrefowane), niż pozwalają na to aktualne warunki meteorologiczne. Nie jest to forsowanie samych żagli, jeśli każdy z nich jest przystosowany do danej pogody, lecz postawiona ich nadmierna liczba na jednostce w danym momencie.
Forsowanie żaglami grozi uszkodzeniem jednostki, np. złamaniem masztu, zerwaniem olinowania stałego lub wyrwaniem okuć i stosowane jest tylko w wyjątkowych sytuacjach.